# Gram Parsons
Gram Parsons (Winter Haven, Flórida, 5 de novembro de 1946 — Joshua Tree, Califórnia, 19 de setembro de 1973) foi um cantor, compositor e guitarrista estadunidense, que trabalhou como vocalista em bandas como The Byrds e The Flying Burrito Brothers. É considerado um dos precursores do country rock, surgido no final da década de 1960, e do country alternativo. Seu estilo musical também incorporava o R&B, soul, folk e rock. É também co-autor de clássicos como Hickory Wind, Juanita, Sin City e In My Hour of Darkness. Ao invés de country progressivo, country continental ou country-rock, rótulos dados pela imprensa, preferia definir sua música como Cosmic American Music, ou seja, música cósmica estadunidense.

## Biografia
Cecil Ingram Connor III nasceu em 5 de novembro de 1946, de uma família rica em Winter Haven, Flórida. Sua mãe, Avis Snivley, era herdeira de uma empresa de exploração de frutas cítricas, enquanto seu pai Ingram Cecil "Coon Dog", era um militar que havia participado da segunda guerra mundial. Entretanto, a família de Gram enfrentava vários problemas como depressão e alcoolismo. A mãe de Gram sofria deste transtorno e era viciada em bebidas, enquanto seu pai acabou cometendo suicídio na véspera do natal em 1958, quando Gram tinha doze anos. Posteriormente, Avis se casou com o empresário Robert Parsons.
Em 1965, estudou teologia por um semestre na Universidade de Harvard, de onde saiu a bordo da International Submarine Band, cujo som era um rock com forte componente country. O grupo foi para Nova York no ano seguinte e, após gravar dois compactos que passaram despercebidos,  mudou-se para Los Angeles, onde lançou o LP Safe at Home em 1968, uma coleção de conhecidas canções country acrescidas de quatro composições do próprio Parsons (uma delas, Luxury Liner, se tornaria conhecida na voz de Emmylou Harris anos depois).
Com o fim da banda, Parsons foi contratado para tocar piano no The Byrds, que precisava de alguém para substituir o recém-saído David Crosby. Parsons ajudou o baixista Chris Hillman e o guitarrista Roger McGuinn a moldar o som de Sweetheart of the Rodeo, um álbum country desprezado pelos fãs quando foi lançado em 1968, mas hoje considerado um clássico. As únicas músicas originais do disco foram escritas por Parsons: One Hundred Years From Now e a inúmeras vezes gravada Hickory Wind, esta em parceria com Bob Buchanan. Os vocais principais deveriam ter sido feitos por ele, porém questões contratuais fizeram com que sua voz fosse quase completamente apagada das gravações.
Parsons deixou os Byrds poucos meses depois, por não concordar em se apresentar na África do Sul, naquele tempo ainda dividida pelo apartheid. Como estava na Inglaterra, acabou por se tornar amigo de Mick Jagger e, principalmente, de Keith Richards, com quem passava horas tocando antigas e obscuras canções, o que renovou neste o interesse pela música country. Chegou a ser ventilado, inclusive, que Parsons seria o verdadeiro autor das clássicas Wild Horses e  Honky Tonk Women, mas a ele pode-se imputar, apenas, o arranjo da versão country dessa última, gravada como Country Honk no álbum Lei It Bleed. De qualquer forma, é inegável a influência de Parsons na chamada Trindade de Ouro dos Rolling Stones, que compreende os discos Beggars Banquet, Let It Bleed e Sticky Fingers, de 1968, 1969 e 1971, respectivamente. Essa influência pode ser sentida também, ainda que com menor intensidade, em Exile on Main Street, de 1972. Coincidência ou não, esse período é unanimemente reconhecido como o mais profícuo e importante da história da banda, o período em que os Rolling Stones mereceram o epíteto de Maior Banda de Rock do Mundo.
De volta aos Estados Unidos e a Los Angeles, Parsons se juntou a Chris Hillman para formar a Flying Burrito Brothers. A banda lançou em 1969 o álbum de country-rock The Gilded Palace of Sin, um fracasso comercial, mas que exerceu enorme influência sobre inúmeros músicos (The Eagles entre eles), além de receber críticas entusiásticas. Aqui Parsons deu mostra de todo seu talento em canções como Sin City, Wheels, Juanita, My Uncle etc. No ano seguinte, com Parsons já mostrando desinteresse e já com problemas com drogas, saiu Burrito DeLuxe, que não contém grandes faixas e cuja maior atração é Wild Horses (Jagger/Richards), a primeira gravação dessa que se tornaria um clássico perene dos Rolling Stones.
Tendo deixado os Burritos, Parsons passou os dois próximos anos em improdutivas sessões de estúdio e acompanhando os Stones em sua excursão de 1971 e nas sessões do álbum Exile on Main Street. No entanto, suas brigas com a esposa Gretchen Burrell e problemas com álcool, cocaína e heroína levaram-no a ser expulso por Anita Pallenberg, companheira de Keith Richards.
Em 1972, depois de ser repelido pela banda mais uma vez, o amigo Chris Hillman apresentou-lhe Emmylou Harris, que se tornaria membro de sua banda, The Fallen Angels, e objeto de mútuo amor platônico até sua morte. GP, de 1973, seu primeiro disco solo, vendeu pouco mas foi bem recebido pela crítica. Após a excursão que se seguiu, com Emmylou Harris deixando os vocais de apoio para se tornar sua parceira em duetos, Parsons e banda começaram as gravações do que se tornaria Grievous Angel (lançado em 1974), um álbum menos coeso que o anterior, mas que contém algumas de suas melhores canções, como Return of the Grievous Angel (Brown/Parsons), In My Hour of Darkness (Harris/Parsons), Hickory Wind (Hillman/Parsons) e Brass Buttons (Parsons), além de sua versão de Love Hurts (Bryant).
Com o final das sessões, Parsons saiu em férias, regadas a álcool e drogas na maior parte do tempo. Em 19 de setembro de 1973, foi encontrado morto em um quarto de motel em Joshua Tree, na Califórnia. Causa da morte: overdose de morfina e tequila.
Nos anos que se seguiram, Emmylou Harris, já em carreira solo, se encarregaria de levar sua obra às gerações seguintes, gravando e tocando suas músicas em shows ou onde quer que se apresentasse. Ela também escreveu uma canção dedicada a ele, Boulder to Birmingham (Harris/Danoff) e levou os músicos da Fallen Angels James Burton e Barry Tashian (guitarra) e Glen D. Hardin (piano, órgão) para sua Hot Band.
Gram Parsons tem influenciado inúmeros músicos ao longo de todos estes anos. Uma lista parcial seguramente incluiria: Rodney Crowell, Dave Edmunds, Elvis Costello, Jayhawks, Marty Stuart, Black Crowes, Lemonheads, Nick Lowe, Uncle Tupelo, U2, Son Volt, Tom Petty e os já citados Eagles, Rolling Stones e Emmylou Harris.

## Discografia

### Discos lançados em vida
- Safe at Home: International Submarine Band (1968)
- Sweetheart of the Rodeo: The Byrds (1968)
- The Gilded Palace of Sin: Flying Burrito Brothers (1969)
- Burrito Deluxe: Flying Burrito Brothers (1970)
- GP (1973) - primeiro disco solo

### Discos póstumos (seleção)
- Grievous Angel (1974) - segundo disco solo, completado pouco antes de sua morte, porém lançado somente em janeiro de 1974
- Sleepless Nights: Gram Parsons & The Flying Burrito Brothers (1976) - nove faixas gravadas com a Flying Burrito Brothers em 1967 e três durante as sessões de Grievous Angel
- Early Years (1963–1965): Gram Parsons & The Shilos (1979) - todo o material registrado pela banda em 1965. Consiste de oito regravações de canções folk e duas inéditas de Parsons
- Live 1973: Gram Parsons & The Fallen Angels (1982) - gravado durante a excursão para promover o álbum GP
- Another Side of This Life: The Lost Recordings of Gram Parsons (2001) - dezoito faixas folk inéditas, gravadas entre março de 1965 e dezembro de 1966, sendo cinco de sua autoria e o restante de autores como Tim Hardin, Buffy Sainte-Marie, Fred Neil, Tom Paxton, Hamilton Camp etc
- Gram Parsons Archives Vol.1: Live at the Avalon Ballroom 1969: Gram Parsons & Flying Burrito Brothers (2007) - registro de dois shows de abertura para a banda Grateful Dead, em São Francisco

### Disco tributo
- Return of the Grievous Angel: A Tribute to Gram Parsons: vários artistas (1999) - as canções mais importantes de Parsons interpretadas por músicos como Pretenders, Beck, Wilco, Emmylou Harris, The Mavericks, Sheryl Crow, Cowboy Junkies, Elvis Costello, Evan Dando etc